# Žučno kiselinska 7a-dehidrataza
Žučno kiselinska 7a-dehidrataza (EC 4.2.1.106, 7alfa,12alfa-dihidroksi-3-oksochol-4-enoat hidrolijaza) je enzim sa sistematskim imenom 7alfa,12alfa-dihidroksi-3-oksohol-4-enoat hidrolijaza (formira 12alfa-hidroksi-3-oksohola-4,6-dienoat). Ovaj enzim katalizuje sledeću hemijsku reakciju
7alfa,12alfa-dihidroksi-3-oksohol-4-enoat {\displaystyle \rightleftharpoons } 12alfa-hidroksi-3-oksohola-4,6-dienoat + H2O
Enzim iz eubakterija vrste VPI 12708 takođe može da deluje na 7alfa-hidroksi-3-oksohol-4-enoat.

## Literatura
- Nicholas C. Price; Lewis Stevens (1999). Fundamentals of Enzymology: The Cell and Molecular Biology of Catalytic Proteins (Third изд.). USA: Oxford University Press. ISBN 019850229X.
- Eric J. Toone (2006). Advances in Enzymology and Related Areas of Molecular Biology, Protein Evolution (Volume 75 изд.). Wiley-Interscience. ISBN 0471205036.
- Branden C; Tooze J. Introduction to Protein Structure. New York, NY: Garland Publishing. ISBN 0-8153-2305-0.
- Irwin H. Segel. Enzyme Kinetics: Behavior and Analysis of Rapid Equilibrium and Steady-State Enzyme Systems (Book 44 изд.). Wiley Classics Library. ISBN 0471303097.

## Spoljašnje veze
- Bile-acid+7alpha-dehydratase на 